# 大源湖
大源湖是一个位于中国湖北省黄梅县的湖泊，面积约为7.8平方千米，平均水深约为2米，蓄水量约为2800万立方米。